# 221 до н. е.

## Події
- Цінь Ши Хуан-ді об'єднує розрізнені китайські царства в одну державу і стає «Першим імператором» династії Цінь. Зникло Цінь (царство).